# ゆめタウン広島
ゆめタウン広島（ゆめタウンひろしま）は、広島市南区に立地し、株式会社イズミが運営するショッピングセンター「ゆめタウン」の店舗の一つであり、全国のゆめタウンの旗艦店舗である。

## 概要
もともと、この敷地には日本たばこ産業 (JT) 広島工場が立地していた。2008年（平成20年）2月20日にプレオープンし、2008年（平成20年）2月22日にグランドオープンした。開業時は中国地方最大規模の店舗であった。イズミは2000年（平成12年）頃からの4年間は元ニコニコ堂の店舗跡など九州地方での店舗展開を主に実施していたが、2004年（平成16年）にゆめタウン呉が開業し、再び広島県内での新規店舗展開を開始した。ゆめタウン広島は広島市中心部において初のゆめタウン店舗である。
イズミの広島市内での新規出店は1996年（平成8年）6月のゆめマート八木（安佐南区）以来となり建設された。ただし、シネマコンプレックス併設型店舗ではない。
2009年（平成21年）にはゆめタウン広島の補完店舗として南区宇品西にゆめタウンみゆきが設置された。
毎年5月3日から5月5日まで平和大通りをメイン会場として行われる「ひろしまフラワーフェスティバル」の一会場として、1階のゆめ広場が「スイートピーステージ」として使用され、同イベント関連の催物が実施される。
直営店各レジで、電子マネー「楽天Edy」、「nanaco」、「ゆめか」が使える。

## 主なテナント
建物は地下1階、地上5階建てであるが、地下1階と4階・5階は駐車場であり、店舗は1階から3階までとなっている。イズミ直営の売場と、168の専門店からなる。（2014年4月のリニューアルオープン現在）

### 1階
「食」と「美」のフロア
「高感度なセレクトショップから、安心・安全の総合食品まで家族みんなの『こだわり』大集合」をフロアコンセプトとしている。イズミ直営の食品売場「食品館」のほか、LEPSIM LOWRYS FARMやラ ロトンダ、Green Parks fuuwaなどのレディスファッション専門店、広島銀行のインストアブランチ「ひろぎんパーソナルプラザ グランデ」（ゆめタウン広島出張所）、カルディコーヒーファーム、三國屋善五郎（茶葉専門店）などが出店している。
出店テナント全店の一覧・詳細情報は公式サイト「フロアガイド1F」を参照。

### 2階
「ファッション」と「グルメ」のフロア
「普段と違う上質とおしゃれごころをくすぐる日常スタイル。味わい多彩なレストランが集うファッションとグルメフロア」をフロアコンセプトとしている。Right-on、CIQUETO ikka、THE SHOP TK TAKEO KIKUCHI、GUなどのファッション専門店、ABC-MART、Zoffなどのファッショングッズ専門店が出店する。レストラン街は11店舗で構成される。
出店テナント全店の一覧・詳細情報は公式サイト「フロアガイド2F」を参照。

### 3階
「暮らし」と「遊び」のフロア
「カジュアルからトレンドまで、高感度アイテムが豊富に勢ぞろい。暮らしを彩るアイテムとキッズの笑顔はじけるアミューズメントフロア」をフロアコンセプトとしている。紀伊國屋書店、UNIQLO、NAMCO LANDが出店するほか、各種雑貨店や玩具・駄菓子店が集積する「トータルグッズフィールド」、12店舗・500席を有するフードコートがある。
出店テナント全店の一覧・詳細情報は公式サイト「フロアガイド3F」を参照。

## アクセス

### 公共交通機関
- 広島電鉄 宇品線・皆実線 皆実町六丁目電停 下車
  - 1号線：（八丁堀・紙屋町東・市役所前方面） - 皆実町六丁目 - （宇品二丁目・広島港方面）
  - 7号線：（横川駅・紙屋町西・市役所前方面） - 皆実町六丁目 - （宇品二丁目・広島港方面）
  - 5号線：（広島駅・比治山下方面） - 皆実町二丁目 - 皆実町六丁目 - （宇品二丁目・広島港方面）

### 自家用車
店舗駐車場への右折入場はできない。
- 国道2号平野橋東詰
- 国道487号（宇品通り）皆実町
- 広島高速3号線 宇品出入口
- 広島高速2号線 東雲出入口・仁保出入口